# Языковский сельсовет (Московская область)
Языковский сельсовет — упразднённая административно-территориальная единица, существовавшая на территории Московской губернии и Московской области до 1954 года.
Языковский сельсовет был образован в первые годы советской власти. По данным 1918 года он входил в состав Обольяновской волости Дмитровского уезда Московской губернии.
По данным 1926 года в состав сельсовета входили деревни Андрейково, Бортниково, Дедлово, Семенково, Сокольниково и Языково, а также лесная сторожка и мельница.
В 1929 году Языковский с/с был отнесён к Дмитровскому району Московского округа Московской области.
27 февраля 1935 года Языковский с/с был передан в Коммунистический район.
4 января 1952 года из Языковского с/с в Левковский с/с было передано селение Сокольники.
9 июля 1952 года из Ольговского с/с в Языковский с/с было передано селение Гончарово.
14 июня 1954 года Языковский с/с был упразднён. При этом его территория была передана в Ольговский с/с.